# Галкино (Шуміхинський округ)
Га́лкино (рос. Галкино) — село у складі Шуміхинського району Курганської області, Росія. Адміністративний центр Галкинської сільської ради.
Населення — 594 особи (2010, 827 у 2002).
Національний склад станом на 2002 рік: росіяни — 97 %.